# Zesílené vzpomínky
Zesílené vzpomínky je sedmý díl třetí řady amerického televizního seriálu Teorie velkého třesku. V této epizodě hostují Kevin Sussman, Carol Ann Susiová, Brian George a Alice Amter. Režisérem epizody je Mark Cendrowski.

## Děj
Leonard se dozvídá, že u Penny bude na gauči na pár dní přespávat její kamarád (a také dvojnásobný expřítel). Není z toho nadšený a vyčítá jí, že se s ním o tom nejdříve neporadila. Kromě Leonarda a Penny se také Howard a Raj dohadují se svými rodiči, což znepokojuje Sheldona, kterému tím ožívají vzpomínky na jeho vlastní rodiče, kteří se v jeho dětství dohadovali neustále.

## Obsazení
| Johnny Galecki    | Leonard Hofstadter |
| Jim Parsons       | Sheldon Cooper     |
| Kaley Cuoco       | Penny              |
| Simon Helberg     | Howard Wolowitz    |
| Kunal Nayyar      | Raj Koothrappali   |
| Kevin Sussman     | Stuart Bloom       |
| Carol Ann Susiová | Debbie Wolowitz    |
| Brian George      | V.M. Koothrappali  |
| Alice Amter       | paní Koothrappali  |